# Дівчина біля озера
«Дівчина біля озера» (італ. La ragazza del lago) — кінофільм режисера Андреа Молайолі, вийшов на екрани у 2007 році. Екранізація роману Карін Фоссум.

## Сюжет
Дія відбувається у тихому й спокійному містечку на півночі Італії. Однак спокій порушено. Пропала шестирічна дівчинка, і на її пошуки приїжджає найкращий інспектор поліції Санціо. У розслідуванні йому допомагає місцевий коп Сіболді. Дівчинку знаходять. Та одночасно виявляють біля озера труп молодої місцевої дівчини Анни. Санціо намагається розплутати цю справу, але стикається з моторошними таємницями містечка, підозрюваних усе більше і ситуація ускладнюється тим, що в усі ці чвари виявляється втягнута і його родина.

## Ролі
| Актор                  | Роль                       |
| ---------------------- | -------------------------- |
| Тоні Сервілло          | комісар Санціо             |
| Валерія Голіно         | Кьяра Каналі               |
| Фабріціо Гіфуні        | Коррадо Каналі             |
| Анна Бонаюто           | дружина Санціо             |
| Денис Фазоло           | Роберто                    |
| Нелло Маскія           | Альфредо                   |
| Джулія Мікеліні        | Франческа                  |
| Фаусто Марія Ск'яраппа | інспектор Лоренцо Сібольді |
| Франко Равера          | Маріо                      |
| Алессія Пйован         | Анна Надаль                |

## Нагороди та номінації
- 2007 — два призи Венеціанського кінофестивалю: приз Pasinetti Award найкращому акторові (Тоні Сервілло), приз Isvema Award за найкращий перший фільм (Андреа Молайолі)
- 2008 — 10 премій Давид ді Донателло: найкращий фільм (Андреа Молайолі), режисер (Андреа Молайолі), режисер-дебютант (Андреа Молайолі), продюсер (Франческа Чима, Нікола Джуліано), актор (Тоні Сервілло), сценарій (Сандро Петралья), операторська робота (Раміро Чивита), монтаж (Джоджо Франкіні), звук (Алессандро Дзанон), візуальні ефекти (Паола трисоль, Стефано Маринони)
- 2008 — 5 номінацій на премію Давид ді Донателло: найкраща акторка (Анна Бонаюто), актор другого плану (Фабріціо Гіфуні), музика (Техо Теардо), робота художника (Алессандра Мура), грим (Фернанда Перес)
- 2008 — дві премії «Золотий глобус» (Італія): найкращий перший фільм (Андреа Молайолі), найкращий сценарій (Сандро Петралья)
- 2008 — три премії «Срібна стрічка» Італійського національного синдикату кіножурналістів: найкращий режисер-дебютант (Андреа Молайолі), найкращий актор (Тоні Сервілло), найкращий сценарій (Сандро Петралья)
- 2008 — три номінації на премію «Срібна стрічка» Італійського національного синдикату кіножурналістів: найкращий продюсер (Франческа Чима, Нікола Джуліано), найкраща операторська робота (Раміро Чивита), найкраща акторка другого плану (Анна Бонаюто)